# Thématique de l'œuvre de Jules Verne
Les thèmes dans les ouvrages de Jules Verne sont nombreux. On peut citer le voyage, l'utopie, la science et le progrès comme thèmes majeurs. Le thème du voyage est traité sous forme de littérature géographique. Verne y développe les explorations d'endroits inconnus. Les univers utopiques et dystopiques tiennent aussi une place importante dans l'œuvre vernienne. On y rencontre de nombreuses cités idéales. La science et le progrès sont une constante dans les écrits verniens. De la fusée au sous-marin, les protagonistes emploient très souvent des engins technologiques voire futuristes.

## Voyage
« Le voyage d'Ulysse parcourt lui aussi les mondes connus et inconnus » estime Michel Serres. En effet, le premier titre des Voyages extraordinaires est celui-ci. Michel Serres ajoute: « L’Odyssée contient [...] l'ensemble exhaustif des savoirs codifiés. De la manœuvre des vaisseaux à la cuisine, de l'optique à l'astronomie, elle parcourt  la science et la technologie du temps ». Et il conclut: « Les Voyages extraordinaires [...] furent à la jeunesse de quelques générations ce que dut être L'Odyssée à la jeunesse grecque ». J.-M. G. Le Clézio confirme que pour lui les romans de Jules Verne furent L'Iliade et L'Odyssée de cette époque. Le fait que le personnage principal de Vingt Mille Lieues sous les mers se nomme Nemo ne peut que souligner la pertinence de ces sources, car, dans l'œuvre d'Homère, le passage où Ulysse donne un faux nom à Polyphème, c'est celui de Personne.
Qu'il soit voyage de découvertes ou voyage d'agrément, le voyage sert toujours de trame au roman. Le personnage vernien « se caractérise par une envie d'arpenter la Terre, de connaître les lieux inexplorés, d'atteindre les bouts du monde ». Son rêve est d'effacer les espaces blancs des cartes. Ce plaisir est partagé par l'écrivain qui, à partir de 1875, commence à percevoir une perspective pour son œuvre. Il rédige un prospectus en octobre 1888 qu'il envoie à Louis-Jules Hetzel et où il note tous les romans déjà parus
en les structurant par pays et continents. Il y ajoute cette phrase: « Le but poursuivi par l'auteur des Voyages extraordinaires est de dépeindre le Monde entier sous la forme du roman géographique et scientifique ». Il évoque ce système à travers les différents entretiens avec ses correspondants ou visiteurs. Son idée devient une obsession: « aller partout ».
Le voyageur vernien marche sur les traces de prédécesseurs. Ceux-ci peuvent être des personnages réels comme Barth, Speke et Burton dans Cinq semaines en ballon ou Ross, Franklin et Mac Clure, dont Hatteras suit le parcours pour parvenir au Pôle Nord. Dans Le Superbe Orénoque, Jeanne de Kermor se met à la recherche de son père, d'après l'itinéraire de Jean Chaffanjon.
Le premier explorateur peut être aussi une personne imaginaire comme Arne Saknussemm dans Voyage au centre de la Terre ou un héros de roman tel Arthur Gordon Pym dans Le Sphinx des glaces. Voyager, c'est donc marcher dans les pas des explorateurs ou des écrivains qui ont tracé le passage. Le fait de suivre une ligne droite ou un parallèle comme les chercheurs du Capitaine Grant annonce déjà les "tours du monde", mais le voyage n'est jamais linéaire. Il se constitue de courbes, c'est-à-dire de tout ce qui détourne le voyageur de son but. Il se constitue aussi de fil d'Ariane, de lianes, de noms, de chiffres qui font que lire et voyager ne sont qu'un.
Le voyage vernien peut donc se décomposer en différents adjectifs accolés au mot: "Voyage géographique", "Voyage scientifique", "Voyage initiatique" ou "Voyage d'agrément".

### Le Voyage géographique
Ce sont surtout les premiers romans qui représentent cette catégorie. Le parcours en aérostat de Samuel Fergusson au-dessus de l'Afrique n'est entrepris que pour relier les explorations des précédents voyageurs afin de situer les sources du Nil. Hatteras décide de gagner le Pôle Nord qu'aucun de ses compatriotes n'a atteint, avec la volonté d'un conquérant. Cependant le voyage initiatique se superpose déjà aux quêtes géographiques. Dans un de ses derniers romans, Verne met en scène Jacques Helloch et Germain Paterne, délégués par les sociétés pour observer l'hydrographie et la botanique de la région de l'Orénoque, qui vont rencontrer des personnages à la recherche de leurs racines.

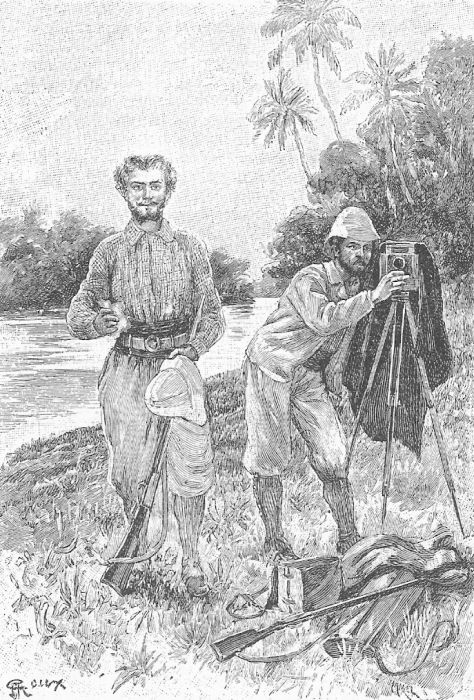
Germain Paterne et Jacques Helloch. Le Superbe Orénoque. Illustration de George Roux

- Robur le Conquérant reprend la trame du premier roman en l'élargissant. Ce n'est plus l'Afrique que survole l'aéronef de l'ingénieur, comme c'était le cas pour le Victoria, mais le monde entier, le monde "vu du ciel". Le thème de la vue aérienne chez Verne permet d'introduire un autre point de vue, où l'auteur décrit ces nouvelles formes de "panoramas[10]". Jules Verne s'est inspiré des impressions et des émotions que son ami Nadar a connu lors de ses ascensions.

Le voyage géographique est également profondément ancré dans la quête qu'entreprennent les enfants Grant pour retrouver leur père, ceci d'autant plus facilement que le savant Paganel, qui est de premier ordre dans cette discipline malgré ses étourderies, fait partie de l'expédition.
Une autre face intéressante du voyage géographique chez Verne consiste dans la restructuration du globe terrestre, non seulement au niveau de la nature, mais également au niveau de l'Histoire. Lorsque le "Nautilus" s'approche de l'Île de Santorin, Nemo donne à Aronnax une leçon sur le "travail plutonien" qui régit tous ces parages. Il a lui-même observé l'émergence de nouveaux îlots. L'intrigue de Maître Antifer est entièrement construite sur l'apparition, puis la disparition de l'Île Julia, lors de sa seconde émersion en 1831. La quête des personnages à la recherche du "Capitaine Grant" est ponctuée de divers cataclysmes: avalanche, séisme, inondation, qui tous, cependant, sont salvateurs pour la marche en avant des héros. Il arrive même que l'homme prête la main pour déclencher les fureurs de la Nature. Ainsi, dans ce roman, Paganel, pour se débarrasser des Maoris qui encerclent le volcan où ses amis et lui se sont réfugiés, a l'idée de provoquer une éruption artificielle en déplaçant les blocs rocheux qui obstruent la cheminée.
Outre la Nature, les rapports entre pays peuvent également changer le contour des États. Dans César Cascabel notamment, la vente de l'Alaska aux Américains par les Russes, se situe au moment où la famille de saltimbanques, qui veut regagner la France en passant par le détroit de Behring, traverse l'endroit. Les prises de possession des territoires sont d'ailleurs nombreuses dans l'œuvre.
La face du monde change donc, aussi bien à cause des forces telluriques que par la volonté des Nations.

### Le Voyage scientifique
Le voyage scientifique, dérivé du voyage géographique, en diffère sur plusieurs points. En effet, le thème n'en est plus la découverte de continents connus ou peu connus, mais celui d'un monde réel qui n'a jusqu'ici été perçu que par la science livresque. Le cas le plus flagrant est celui de Vingt Mille Lieues sous les mers. L'ichtyologie en est le moteur récurrent. Outre le fait que Verne parsème son récit de longues listes de poissons et de crustacés, ces animaux sont observés dans leur habitat naturel. Dès lors, le voyage importe moins comme découverte que comme apprentissage d'un autre monde. "Voyage au centre de la Terre", dans la même lignée, aborde le thème de la minéralogie et de la paléontologie. Les personnages se retrouvent au cœur de la formation du globe et, si le roman est loin d'être exempt de thèmes initiatiques, il se donne comme un concentré des découvertes de l'époque sur le sujet. Verne rajoute d'ailleurs deux chapitres à la seconde édition du roman, en 1867, pour intégrer les nouvelles données et avancées de la paléontologie.
Un exemple différent, celui des trois Russes et des trois Anglais, obnubilés par leurs travaux de trigonométrie. Ici, c'est l'essence même de la science, à savoir le problème de la mesure idéale, qui est discutée. Le voyage passe donc au second plan. L'obsession des six hommes, c'est le résultat de leurs recherches, au point qu'un des chapitres s'intitule Trianguler ou mourir. Face au déterminisme des savants qui ne voient rien des régions qu'ils traversent, le guide Mokoum, (le leur, mais également celui de Livingstone) qui possède une science de "nomade", se pose la question : « Quelle idée ont-ils ces savants de mesurer la longueur et la largeur de la Terre? ». Ici, se retrouve le thème de la confrontation de la nature et de la science, souvent reprise dans l'œuvre, comme le rappellent les personnages de "Thalcave" (Les Enfants du capitaine Grant) ou de "Khamis" (Le Village aérien).

### Le Voyage initiatique
L'initiation est au cœur de l'œuvre de Jules Verne, mais le thème ne fut que très tardivement analysé et étudié. Les critiques expliquent ceci par le fait que Verne a été relégué pendant longtemps par les autorités intellectuelles aux confins de la littérature. En 1949, Michel Butor et Michel Carrouges abordent pour la première fois le problème. Butor s'en tient aux premiers romans du cycle. Les points suprêmes évoqués concernent essentiellement les sources du Nil, le Pôle Nord, le Centre de la terre, la Lune. Déjà, il sent l'idée d'une sorte de dépassement de l'homme vers des régions mythiques. Carrouges, quant à lui, étend son étude sur tous les romans de Verne. De sa première nouvelle, Les Premiers navires de la marine mexicaine à son dernier roman achevé Maître du monde, le volcan est présent, même si, pour ce dernier, l'éruption est factice, préméditée par Robur.
Ensuite, la critique structuraliste atteste la présence du scénario initiatique. Pierre Macherey, Michel Serres, qui note que « la seule science où l'on puisse reconnaître que Jules Verne soit passé maître est la Mythologie », ou Roland Barthes suivent le chemin.
En 1973, la thèse de Simone Vierne paraît. Cette dernière définit l'initiation dans l'œuvre vernienne en la divisant en trois sections: l'initiation du premier degré (modèle: Voyage au centre de la Terre), second degré, l'initiation héroïque (modèle: Michel Strogoff), enfin l'initiation supérieure (modèle: L'Île mystérieuse).
Tous les romans et les nouvelles de Jules Verne utilisent, à des degrés divers, ce thème.

#### La quête et le voyage d'exploration
Dans la première catégorie, Simone Vierne classe le voyage d'exploration et la quête. Dans Voyage au centre de la terre, Axel, personnage pusillanime, va devoir se montrer enthousiaste pour entreprendre l'exploration, tout d'abord sous l'influence de Graüben, sa fiancée, qui lui promet qu'il sera un homme à son retour, puis sur celle de son oncle, Otto Lidenbrock, lequel, avant de descendre à l'intérieur du globe terrestre, lui donne des « leçons d'abîme » en gravissant l'escalier extérieur de l'église de Vor-Frelsers-Kirk, pour lui faire accepter le vertige des profondeurs. Axel reviendra différent de son périple et pourra épouser Graüben, laquelle n'était autre que la quête de sa vie.
Cette première catégorie comprend donc les romans d'exploration et les romans de quête. Mais il arrive souvent que ces deux thèmes se superposent. Ainsi Cinq semaines en ballon, Les Aventures du capitaine Hatteras, De la Terre à la Lune et Autour de la Lune s'inscrivent dans ce que Michel Butor dénommait les points suprêmes. Mais la quête est également au cœur de cette section. Quête du père, tout d'abord, à travers Les Enfants du capitaine Grant ou Le Superbe Orénoque. Dans ce dernier roman, elle se double d'une découverte de la sexualité en ce qui concerne le personnage de Jean de Kermor qui n'est autre qu'une femme. Cette allégorie sera reprise dans la nouvelle M. Re-Dièze et Mlle Mi-Bémol, où les enfants s'aperçoivent de leur différence à travers les notes de musique et leurs voix.
Cette recherche du passé peut devenir une introspection sur soi-même. Ainsi, le personnage principal de La Jangada, Joam Garral, a bâti toute sa vie sur un mensonge. En effet, ayant été accusé à tort d'un vol et d'un assassinat, il s'est échappé la veille de son exécution. Recueilli par un exploitant de bois, il en devient le contremaître, puis l'associé et le gendre à la mort de celui-ci. Il a vécu sous un faux nom pendant des années, mais le remords ronge son esprit, et il décide de descendre l'Amazone pour faire reconnaître son innocence. Le thème du fleuve, conducteur de la quête, est important dans l'œuvre vernienne.
Enfin, Simone Vierne inclut dans cette catégorie les romans de formation, ces derniers faisant référence aux personnages qui assument eux-mêmes leur initiation, qui se forgent leur propre vie. Mais, à ce propos, Verne s'en tient à un plan plus rationnel. Représentés pour la plupart par des adolescents (Dick Sand dans Un Capitaine de quinze ans), voire par des enfants (le cas de P'tit-Bonhomme est à ce titre exemplaire), il s'agit plutôt pour ces héros d'un apprentissage de la vie. C'est à travers une série d'épreuves qu'ils deviennent matures et réussissent à s'intégrer à un monde, au départ, terrifiant pour eux (Dick Sand face à l'immensité d'un océan inconnu de lui, P'tit Bonhomme dans son errance à travers une Irlande asservie sous le joug de l'Angleterre). La poursuite du bonheur entre également dans cette section (celle d'Héléna Campbell à la recherche du Rayon vert et qui trouvera le véritable amour ou celle de Kin-Fo, obligé de passer par la peur et le malheur, pour pouvoir savourer enfin les vrais plaisirs de la vie).

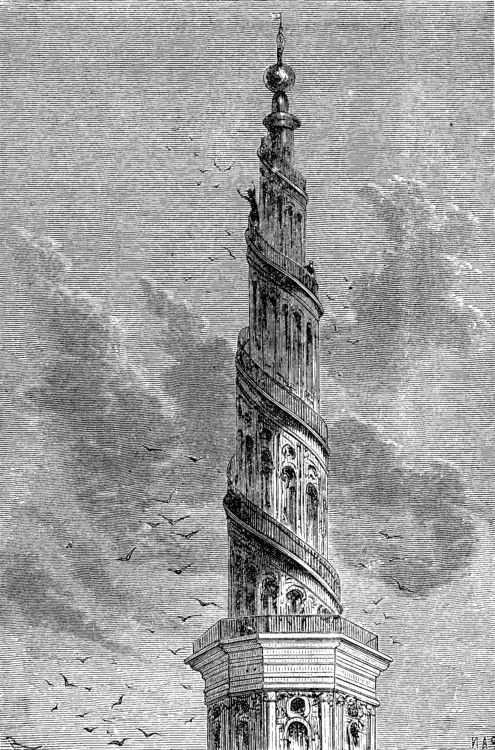
Les leçons d'abîme. Voyage au centre de la terre. Illustrations d'Édouard Riou

#### L'initiation héroïque
Dans le second volet de sa thèse, l'auteur étudie les romans de l'initiation du second degré, l'initiation héroïque. Ici, le héros n'est pas investi d'une quête, mais d'une lutte. Cette confrontation contre le monstre permet différentes approches que Verne ne s'interdit pas. Dans un premier temps, Simone Vierne analyse Michel Strogoff. Ici, le voyage fait partie de la quête ou de la mission, mais la rencontre avec le monstre implique un nouveau combat. Strogoff est déjà initié, mais le fait qu'Ogareff usurpe son nom remet cette initiation en question. Le face-à-face final entre les deux hommes figure la lutte éternelle entre la positivité de l'aveugle et la négativité du clairvoyant. Ogareff représente l'ogre face à Strogoff, sorte de statue du Commandeur.
Cette catégorie regroupe les romans où le monstre prend une importance vitale pour l'œuvre. De Vingt mille lieues sous les mers au  Secret de Wilhelm Storitz, l'écriture en appelle à la mythologie. Face au héros, l'ennemi devient presque son égal. Outre Ogareff, Herr Schultze prend un instant l'ascendant sur Marcel Bruckmann (Les Cinq Cents Millions de la Bégum). D'autres titres prouvent cette option, Maître Zacharius ou l'horloger qui avait perdu son âme, où Pittonaccio, être immonde représentant le temps, désire épouser Gérande, la fille de Zacharius ; L'Archipel en feu, dans lequel Starkos s'adonne aux pillages contre son propre camp ; Nord contre Sud, avec la présence du monstre à deux têtes, Texar ; Le Château des Carpathes, et Franz de Télek tentant de retrouver son Eurydice, la Stilla, en pénétrant dans l'antre de Rodolphe de Gortz ; Robur, devenant mégalomane dans Maître du monde; enfin, Storitz, « qui demeure le héros le plus négatif et passionné des romans de Verne; l'homme sans femme et sans visage, qui meurt sans révéler son secret lequel n'est pas, on le comprend, le secret chimique d'une improbable formule, mais celui d'une révolte absurde contre tout ce qui s'oppose à la possession de la femme. Héros solitaire et pathétique, il accomplit aussi une violence sur lui-même ».

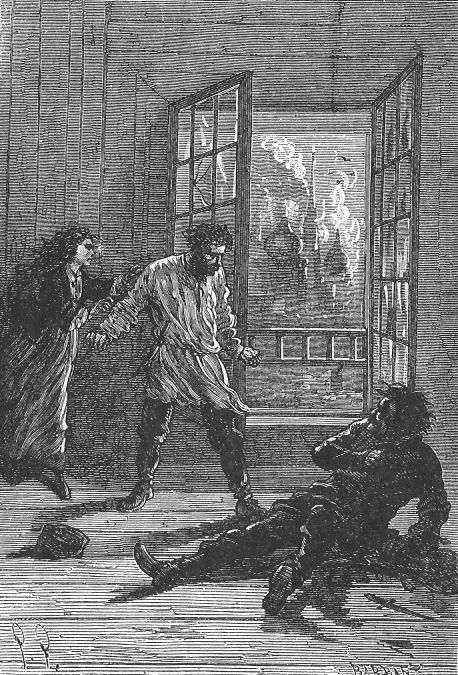
La lutte contre le monstre. Michel Strogoff. Illustration de Jules-Descartes Férat

.

#### L'initiation supérieure
Le dernier type du roman initiatique consiste dans l'approfondissement des personnages qui poursuivent leur quête « où la révélation et le contact avec le Sacré se font dès cette vie ». Le thème de la colonisation est évidemment prépondérant dans ce dernier volet. D'où le fait que les romans, regroupés sous cette catégorie, s'éloignent du voyage et deviennent une recherche dans un lieu inconnu (le plus souvent une île), où les héros tentent de survivre d'une façon prosaïque, mais côtoient une énigme qui les dépasse. Dans ce cas, les protagonistes du récit se retrouvent face à un territoire qu'il faut apprivoiser et s'approprier. Il s'agit donc, pour la plupart, des romans de robinsonade.
L'Île mystérieuse, le premier d'entre eux, tient de la parabole. Celle-ci relate l'ascension de l'homme depuis son dénuement le plus complet jusqu'à l'accession au plus haut confort, avant que la nature ne reprenne ses droits et n'anéantisse, dans un déferlement du volcan, la civilisation qu'ils avaient voulu reconstruire. Le personnage d'Ayrton, présenté comme intégralement mauvais dans les Enfants du Capitaine Grant, est obligé de repasser par la régression animale, avant de pouvoir redevenir un être humain. Enfin, le Capitaine Nemo, que Pencroff et Nab considèrent souvent comme Dieu, n'est qu'un révolté, désormais assimilé à un prisonnier de sa propre liberté et qui n'a plus comme tombeau que l'engin qu'il a construit pour fuir le monde.
Le Pays des fourrures, écrit beaucoup plus tôt, présente, à quelques différences près, un propos similaire. Comme l'île Lincoln, détruite par les forces de la nature, le Fort-Espérance, bâti sur le Cap Bathurst, se détache du continent et devient un glaçon qui peut dériver vers le sud ou être entraîné vers les régions polaires. C'est alors « le passage difficile, l'entrée dans le royaume de la mort ». Hector Servadac reprend le thème, mais Verne, ici, intègre le processus de l'utopie et met en scène « un certain nombre d'individus de provenance sociale et nationale différente, obligés de vivre ensemble ». De plus, le nom de Servadac n'est que le palindrome de "cadavres".
Les autres robinsonades de Jules Verne, si elles s'attachent au même schéma que L'Île mystérieuse, en diffèrent sur plusieurs points. Deux ans de vacances développe le thème déjà suggéré dans Hector Servadac, celui d'une communauté composée de différentes nationalités, mais qui, ici, s'opposent. C'est surtout un antagonisme social entre deux conceptions de la société. Français et Britanniques s'affrontent sur la façon de gouverner la petite colonie, la rigueur anglaise contre un certain laisser-aller très français. Ces dissensions vont amener la rupture entre les deux clans, jusqu'à ce qu'un danger extérieur les réunissent à nouveau. Cependant, Verne privilégie l'éducation anglaise pour que les enfants deviennent des hommes, bien qu'il condamne certaines pratiques comme le faggisme.
Seconde patrie, roman tardif de l'auteur, reprend la trame du Robinson suisse de Wyss en l'élargissant à la colonisation. En effet, le récit s'oppose à celui de L'Île mystérieuse, car, ici, les premiers naufragés vont faire souche avec d'autres naufragés et agrandirent leur territoire jusqu'à en faire une nouvelle patrie (La Nouvelle-Suisse). Mais, comme le souligne Simone Vierne, au point de vue initiatique, les nouveaux colons débarqués arrivent après la famille Zermatt et n'ont plus qu'à prendre possession de cette terre. Cependant quelques personnages, comme Jenny Montrose, subissent une certaine initiation. Par là, Verne se détache du roman suisse et tente une nouvelle approche de l'appropriation de la nature. En Magellanie pourrait reprendre le schéma de la colonisation, mais le manuscrit de Verne en diverge profondément, contrairement au texte de son fils Les Naufragés du « Jonathan ». En effet, dans son œuvre, Verne suit le cheminement intérieur initiatique de son personnage principal, le Kaw-Djer, d'une misanthropie totale vers une sorte de reconnaissance du genre humain.
Deux autres romans complètent ce type d'initiation.
Mathias Sandorf est délibérément dédicacé à Alexandre Dumas comme un hommage au Comte de Monte-Cristo. Cette variation passe par la mort du héros et sa renaissance sous une autre personnalité. Sandorf est sans conteste un initié supérieur. Déjà être exceptionnel, à travers les épreuves qu'il endure, notamment une sorte de mort artificielle, il passe du second degré (l'initiation héroïque) au troisième degré. La colonisation de l'île Antékirtta, menacée par les Senoussistes, lieu sacré où Pierre Bathory revient à la vie, ne se situe cependant qu'au second plan. Mais la formule La mort ne détruit pas, elle ne rend qu'invisible!, « empruntée » aux légendes indiennes, reste le leit-motiv du roman. Celui-ci comporte donc plusieurs motifs qui le rapprochent du modèle de L'Île mystérieuse. Ici, c'est par la mort que le passage à l'initiation s'opère.
Quant aux Indes noires, il possède une originalité propre. Le roman réunit à la fois une œuvre initiatique, une œuvre utopique, une œuvre fantastique. C'est par le personnage de Nell qu'il accède à différentes phases de l'initiation. Mais le personnage d'Harry Ford n'en est pas exempt. Retrouvant le corps de la jeune fille, Harry la remonte du gouffre vers Coal-City. Première révélation pour cette dernière d'une découverte étonnante. Mais, une fois arrivée au cottage, Nell doit subir une seconde initiation (celle-ci supérieure), qui va lui permettre d'entrevoir le monde sublunaire qu'elle n'a jamais connu. La mythologie entre en ligne de compte avec un rappel de la légende d'Orphée et d'Eurydice. Mais Nell souhaite retourner vers les ténèbres et affronter une dernière fois le Monstre qui n'est autre que son grand-père.

### Le Voyage d'agrément
Au crépuscule des Voyages extraordinaires, vers la fin des années 1890, Verne s'aperçoit que le globe terrestre est pratiquement quadrillé et qu'il ne reste plus guère de terrae incognitae. Les grands voyages de découvertes deviennent petit à petit du passé. Il évoque alors des voyages d'agrément, ce que l'on appelle, dès cette époque, des voyages organisés. Dès 1841, Thomas Cook crée la première agence de voyages. En 1896, Verne rédige Clovis Dardentor qui reprend quelque peu la trame de la pièce d'Eugène Labiche, Le Voyage de monsieur Perrichon. Le roman penche donc vers le vaudeville et l'auteur se souvient de ses premiers essais théâtraux. À la même époque, son fils écrit L'Agence Thompson and Co. Cependant, Jules Verne l'introduit sur la liste de ses ouvrages qu'il tient à jour. Le roman de Michel est agrémenté de situations plus ou moins cocasses, mais d'un intérêt relatif.
L'écrivain a amorcé ce virage l'année précédente en composant L'Île à hélice. Le sujet (une île mécanique uniquement peuplée de milliardaires se transporte vers les climats tempérés de ses sœurs naturelles du Pacifique) permet à Verne de donner libre cours à sa haine pour l'or et de pourfendre ces riches Américains, incapables de s'entendre sur la direction à imposer au "navire". Ici, le merveilleux scientifique cesse d'être une fin en soi pour servir d'alibi à la critique sociale. L'œuvre finit d'ailleurs sur une catastrophe et l'île se disloque par la faute des deux clans (Bâbordais et Tribordais).
Verne s'est également inspiré des bourses accordées aux lycéens méritants dans Bourses de voyage, écrit en 1899, qui met en scène plusieurs adolescents s'embarquant, grâce au mécénat d'une riche veuve, afin de revoir leurs familles, résidant aux Antilles. Mais, selon de nombreux verniens, ce roman reste un des moins intéressants de l'auteur.

## Science et progrès

### Les Sciences
La science de Jules Verne reste en deçà de son époque. Tous les romans qui procèdent d'une machine ne sont que des extrapolations sur d'anciens modèles. D'ailleurs, les machines verniennes tiennent plus des maquettes de Léonard de Vinci que des réalisations des industriels (les grands capitaines d'industrie) du XIXe siècle comme Gustave Eiffel. Le cas de l'Albatros de l'ingénieur Robur est exemplaire. La carlingue de l'aéronef est faite de « papier sans colle, dont les feuilles sont imprégnées de dextrine et d'amidon, puis serrées à la presse hydraulique », ce qui donne une matière dure comme l'acier et très légère. Lucian Boia note: « La formation de Jules Verne était strictement littéraire et aucunement scientifique ». L'auteur reprend des thèmes qu'il ne fait qu'amplifier. Chez Verne, la machine se ressent toujours d'une double nature: une technicité vraisemblable et logique et une création imaginaire. La place du thème dans l'œuvre de l'écrivain se réduit d'ailleurs à une dizaine de romans, elle-même amputée de L'Île mystérieuse qui ne réintègre le Nautilus qu'à la fin du récit et de L'Étonnante Aventure de la mission Barsac qui n'est dû qu'à la plume de Michel Verne.
Le soubassement scientifique de l'œuvre reste donc modeste. Pour se documenter, Verne lit surtout les ouvrages de vulgarisation. Il est abonné à diverses revues (Musée des familles, Tour du monde, Magasin pittoresque, Nature). Pour donner un ton de vérité à ses romans, il s'appuie sur les calculs de son cousin Henri Garcet (Autour de la Lune) ou d'autres ingénieurs. Mais il prend des notes qui vont bientôt devenir de véritables fichiers. On en dénombrera plus de 20000 à la fin de sa vie. À de rares exceptions près (Robur le Conquérant, L'Île à hélice), il situe toujours ses récits dans la contemporanéité. Ainsi Vingt Mille lieues sous les mers se déroule la même année que la date de rédaction du roman. Lorsque Verne le prépare, il hésite d'abord à utiliser l'électricité pour le Nautilus: « Je prépare aussi notre "Voyage sous les eaux" [...] Je pense que nous emploierons l'électricité, mais ce n'est pas encore décidé tout à fait », mais très vite il l'adopte. C'est le recours systématique à cette "âme de l'univers" qui donne au versant technique de son œuvre sa cohérence et sa modernité.

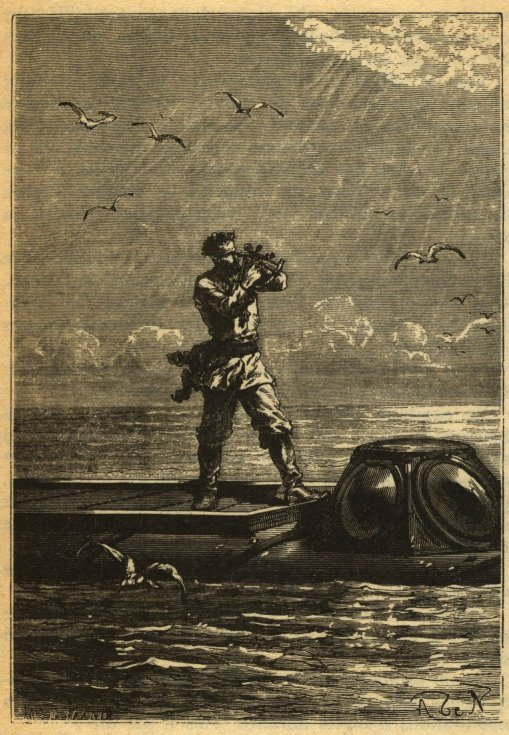
Nemo ou la science en action

Les machines de Jules Verne ne sont conçues que pour le voyage de ses inventeurs. Comme le souligne Jean Chesneaux, elles ne sont pas génératrices de plus-value et n'exploitent que les ressources de la nature. En effet, aussi bien l'Épouvante que Standard-Island ou Le Géant d'acier sont détruits à la fin du roman.
Les machines verniennes servent à assurer le déplacement de leur inventeur à travers le monde et l'espace-temps.
Mais la machine possède un rôle déterminant pour l'exploration du texte vernien. Elle se situe à l'interférence de l'homme et du cosmos. En effet, le cosmos est véhicule, l'homme devient machine, et la machine s'inspire par ses formes animales du cosmos. L'un des aspects les plus curieux des engins verniens se trouve dans le fait de l'osmose complète entre le créateur et la créature. Nemo ne déclare-t-il pas à propos du Nautilus: « Il est la chair de ma chair ». Il en est ainsi de Robur et de son "Albatros". D'ailleurs plus tard, dans Maître du monde, la folie du même Robur se reflète dans la monstruosité de son appareil L'Épouvante. Simone Vierne note que, pour être un appareil mécanique, le Nautilus n'en est pas moins mythologique. Son nom même provient des argonautes, ces animaux aussi appelés nautiles. Mais surtout, il ramène au personnage de Jonas, car il est bien une baleine mythique, monstre sacré, sauveur et destructeur, et « arche sainte », selon les propres mots de l'écrivain.
Malgré tout, la science n'est pas l'apanage des romans "techniques" de l'auteur. Elle est omniprésente dans toute l'œuvre. Mais il ne s'agit plus de la science, mais des sciences. La géographie, l'astronomie, la cartologie ou la géodésie sont des moteurs essentiels des Voyages extraordinaires. Elles participent à l'action et souvent à la conclusion des romans.
La géographie reste sans doute la science la plus prisée de Verne. « [...] je me suis toujours attaché à l'étude de la géographie [...] » déclare-t-il à Marie A. Belloc. Mais, de la géographie, découle la cartographie. L'écrivain, dans ses robinsonnades, se délecte à dresser des cartes imaginaires. Autant l' Île Lincoln que l' Île Chairman ou la Nouvelle Suisse sont pour Verne l'occasion d'une nomenclature fictive dans laquelle il déverse tout son plaisir de créer. Il en fait même un cas en dessinant ces terres. L'auteur confronte  des mondes "inconnus" aux mondes "connus". La nature est une réserve inépuisable à l'activité humaine, ce que Michel Butor formule comme la façon de « réaliser le long désir du monde ».
La carte géographique est un des thèmes les plus importants de l'œuvre. « Elle est un objet réel, mais aussi un objet poétique puisqu'elle représente la nature ». Verne va jusqu'à représenter, dans certains romans, l'itinéraire suivi par les personnages.
Autre science omniprésente dans le projet vernien, l'astronomie. Elle figure dans nombre de romans. Les planètes du système solaire sont croisées une à une par la comète Gallia dans Hector Servadac. Même si ce récit tient plus de la fantaisie, une fantaisie digne de Cyrano de Bergerac, l'élément scientifique y est capital. Jules Verne s'y inspire de l'Astronomie populaire, un ouvrage en quatre volumes de François Arago, publié de 1854 à 1857. Il se réfère également aux Récits de l'infini de Camille Flammarion, qu'il cite d'ailleurs dans le cours du roman. Les aurores boréales et les parasélènes font partie du décor des romans polaires comme Les Aventures du capitaine Hatteras ou Le Pays des fourrures. Dans ce dernier d'ailleurs, un astronome, Thomas Black, se joint à l'expédition de Jasper Hobson pour observer une éclipse totale du Soleil dans le Grand Nord.
Autour de la Lune est un véritable cours d'astronomie lunaire. Et dans Aventures de trois Russes et de trois Anglais dans l'Afrique australe, cette science se mêle à la géodésie, le point de départ de l'œuvre étant la mesure d'un arc de méridien. Cette triangulation, inspiré notamment de celle de François Arago en 1806, ramène à la cartographie. Le quadrillage du globe est une constante de l'œuvre vernienne et trouve dans le roman un de ses exemples les plus aboutis.

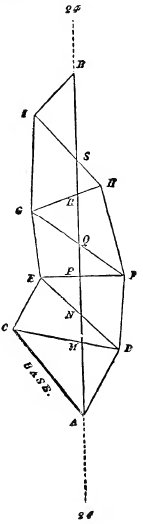
Croquis par Jules Verne d'une triangulation

Les sciences naturelles occupent une large place dans l'œuvre. À travers les différents Voyages sont décrites la faune, la flore et la minéralogie de l'endroit où se situe l'action. La faune joue évidemment un rôle primordial dans les romans, car les héros se retrouvent souvent face aux dangers d'une nature qu'ils découvrent. Dès Cinq semaines en ballon, les gypaètes et l'éléphant relancent l'intérêt en introduisant des scènes spectaculaires. Michel Serres note le nombre d'épisodes où les charges d'animaux se produisent, moutons dans Mistress Branican, guanaques dans Les Enfants du capitaine Grant, tortues dans Le Superbe Orénoque, etc... Ces instants peuvent prendre une dimension plus curieuse. La harde d'éléphants qui attaque le Géant d'Acier, leur modèle mécanique, dans La Maison à vapeur ou le Nautilus combattant ses congénères, les cachalots, soulignent la collision entre réel et imaginaire, entre nature et science. La machine, en effet, par son hybridité (moitié mécanique, moitié animal) est un monstre. Au début de Vingt mille lieues sous les mers, le Nautilus est pris par tout le monde, aussi bien ignorants que savants, pour une sorte de gigantesque cétacé, un « kraken » démesuré. Les violents affrontements qui opposent les machines à leurs « semblables » naturels rejettent sur la faune une partie de cette monstruosité. Le « monstrueux troupeau » de cachalots, occupé à attaquer les baleines, ne s'inquiète pas tout d'abord de l'intrusion du sous-marin dans le combat, monstre comme eux. Mais finalement, l'effrayante vision du « Nautilus » flottant « au milieu d'une mer de sang » montre le gigantisme et l'excès de cette monstruosité partagée. Dans l'obscurité, à la lumière des fanaux du "Géant d'acier", les pachydermes qui l'encerclent prennent « des proportions gigantesques dignes de rivaliser avec... [les siennes] ». À l'instar du combat contre les cachalots, celui-ci se termine dans une apocalypse de sang, car, une fois la confrontation terminée, « les roues grincèrent sur un sol rouge de sang [...] écrasant les membres des éléphants jetés à terre ». C'est ainsi que la création de l'ingénieur imite la nature tant dans sa perfection que dans sa monstruosité.
Dans la même Maison à vapeur, un épisode montre les chasseurs enfermés dans les cages, alors que les tigres sont au-dehors.

### Le Progrès
À leur première étape, les Voyages extraordinaires diffusaient une philosophie saint-simonienne, qui paraissait un "optimisme béat" devant le Progrès. Jean Chesneaux pense que, vers 1878, l'option change à propos des Cinq Cents Millions de la Bégum. La création de la ville de Stahlstadt en serait le parfait exemple. Cependant, ce sont dès les premières œuvres que le pessimisme de Verne s'exerce. Sans parler de Paris au XXe siècle, il suffit de lire quelques phrases de Cinq semaines en ballon, celles que prononce Dick Kennedy en parlant du « dernier jour du monde ».
Jules Verne le fait remarquer lui-même. Il est de la « génération comprise entre ces deux génies, Stephenson et Edison ». Il a donc vu naître les principales découvertes du XIXe siècle. Le fait que la série des Voyages extraordinaires couvre à peu près la terre entière et que l'auteur manifeste un sens très moderne des problèmes politiques (une sorte de mondialisation avant l'heure) permet d'ouvrir la voie du progrès à l'Asie. Ainsi dans Les Tribulations d'un Chinois en Chine, Kin-Fo, loin de la repousser, y adhère totalement. L'univers vernien est un univers en expansion, où les découvertes non encore réalisées le seront demain. Le progrès étant la maîtrise initiale du globe terrestre et de la nature, le savant et l'ingénieur deviennent des figures emblématiques de l'œuvre.
Le  pouvoir de l'homme sur la nature s'exerce dans certains romans par l'entremise de la machine. Mais, parfois, les personnages, en complet dénuement, doivent reprendre un à un tous les échelons gravis par l'humanité depuis l'aube des temps. C'est le cas pour Cyrus Smith et ses compagnons pendant leur séjour sur l'île Lincoln. Verne sent bien, cependant, que le monde n'est pas prêt pour accueillir certaines évolutions. Robur disparaît donc avec son aéronef et l'écrivain peut conclure: « Robur, c'est la science de l'avenir, celle de demain peut-être. C'est une réserve certaine de l'avenir ».
Par ailleurs, l'auteur ne manque pas de se moquer d'inventions saugrenues comme ces journaux en « pâte feuilletée », imprimés à l'encre de chocolat, qu'il décrit plaisamment dans L'Île à hélice. D'autre part, certains personnages sont rétifs au progrès. De ce point de vue, le turc Kéraban est l'anti-Kin-Fo par excellence. Refusant de porter des vêtements européens et de monter en chemin de fer, il fait le tour de la mer Noire à bord d'une chaise de poste. Mais Verne garde une certaine tendresse pour le négociant en tabac, et le progrès n'est pas pour lui la panacée.
Le savant et l'inventeur deviennent au fil des "Voyages" de moins en moins fréquentables. Thomas Roch (Face au drapeau) ou Orfanik (Le Château des Carpathes) sont des hommes aigris, dont personne n'a su reconnaître le génie, qui sombrent dans la folie. Leurs inventions peuvent tomber dans des mains peu recommandables. Même les gouvernements ne sont pas exempts de ces doutes. Ainsi, les États-Unis tentent par tous les moyens d'arracher à Roch le secret de sa découverte, afin d'accroître leur potentiel de destruction. La science passe au service de la force militaire.

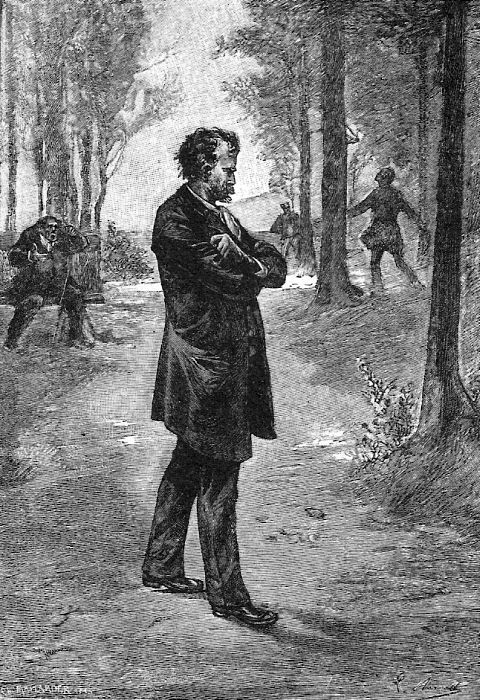
Thomas Roch dans le parc de la maison d'aliénés Healthful-House. Face au drapeau. Illustrations de Léon Benett.

## Autres

### La mer
«Oui ! Je l'aime ! La mer est tout [...]. Elle n'est que mouvement et amour ; c'est l'infini vivant ». Cette profession de foi du Capitaine Nemo pourrait être celle de Jules Verne.
« Au fond, mon oncle Jules n'a eu que trois passions : la liberté, la musique et la mer ». Citation de son neveu Maurice Verne.
Dans son étude Le Romancier des sept mers, Jean-Paul Faivre note qu'avec cinq sur sept des Voyages extraordinaires, Verne mérite ce terme mis à l'honneur par Rudyard Kipling.
Il aurait été étonnant que Verne, dont l'enfance fut bercée par la mer, n'ait pas imprégné son œuvre de cet élément. À tel point, qu'il l'introduit, tel un démiurge, dans certains romans où il ne devrait pas se trouver comme Voyage au centre de la Terre ou Hector Servadac. Car l'auteur a lu et vécu la mer. Il l'a lu, surtout au travers de l'ouvrage de Jules Michelet, qu'il possédait dans sa bibliothèque, et qui se trouve également dans celle du Nautilus. Nemo ne se fait pas faute d'orner sa conversation de souvenirs du livre, et Aronnax, lui-même, ne dédaigne pas en noter dans son journal certains passages. Ainsi cette remarque d'un grand penseur à cette vision des coraux: « C'est peut-être là le point réel où la vie obscurément se soulève du sommeil de pierre, sans se détacher encore de ce rude point de départ ». D'autres romans possèdent la trace de cet héritage, notamment Le Rayon vert, à propos de la Grotte de Fingal ou Mathias Sandorf, en ce qui concerne la Méditerranée. Mais Verne a aussi vécu la mer au travers de ses différents voyages. C'est pourquoi, dans plusieurs de ses œuvres, la sensation qu'il donne de cette passion est troublante. Ainsi, dans Un capitaine de quinze ans : 

« Cependant, par cela même que la mer est déserte, il ne faut pas renoncer à l'observer jusqu'aux dernières limites de l'horizon. Si monotone qu'elle puisse paraître aux esprits inattentifs, elle n'en est pas moins infiniment variée pour qui sait la comprendre. Ses plus insaisissables changements charment les imaginations qui ont le sens des poésies de l'Océan. Une herbe marine qui flotte en ondulant, une branche de sargasses dont le léger sillage zèbre la surface des flots, un bout de planche dont on voudrait deviner l'histoire, il n'en faut pas davantage. Devant cet infini, l'esprit n'est plus arrêté par rien. L'imagination se donne libre carrière. Chacune de ces molécules d'eau, que l'évaporation échange continuellement entre la mer et le ciel, renferme, peut-être, le secret de quelque catastrophe! Aussi faut-il envier ceux dont la pensée intime sait interroger les mystères de l'Océan, ces esprits qui s'élèvent de sa mouvante surface jusque dans les hauteurs du ciel. »

— Un capitaine de quinze ans. Tome I. Chapitre VI.

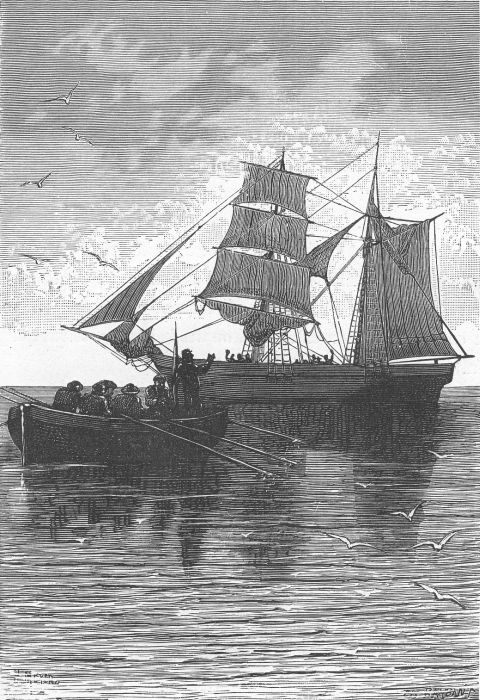
Illustration d'Henri Meyer pour Un capitaine de quinze ans.

La mer peut prendre différents visages chez Jules Verne. Elle peut être nourricière, comme c'est le cas avec Nemo et ses hommes, qui n'utilisent plus pour se nourrir et se vêtir que les produits qu'elle leur fournit. Ce qu'elle donne à certains, elle le refuse à d'autres, comme les malheureux survivants du Chancellor. L'élément devient moyen d'initiation, dans plusieurs romans, pour les personnages. Le plus représentatif est, bien entendu, Dick Sand, jeune mousse de quinze ans, obligé par la force des choses de prendre la place du capitaine du Pilgrim, et qui, face à l'immensité de l'Océan, va se forger un caractère et devenir un homme. Dans un tout autre ordre d'idées, Pierre Aronnax, lui aussi, subit cette influence. En effet, il a publié un ouvrage intitulé Mystères des grands fonds sous-marins. L'ouvrage se trouve aussi dans la bibliothèque du Nautilus. Mais ce qu'il a étudié sur le papier, il va le voir de ses yeux, en pouvant corriger les erreurs de son texte. Ainsi le vécu prend le pas sur l'écrit pour connaître le vrai. On peut rappeler que Verne a souvent pris des détails de ses voyages qu'il a introduit dans ses œuvres.
La mer est également le théâtre de batailles sanglantes. Celle de Navarin, durant la guerre d'indépendance grecque, évoquée dans L'Archipel en feu, ou celles de la Guerre de Sécession dans Nord contre Sud. Les pirates y tiennent leur rôle comme Sacratif, traître passé au service des Turcs, ou Harry Markel et sa bande dans Bourses de voyage. Mais la mer est ambivalente. Elle peut mener les personnages à bon port comme ceux des Enfants du capitaine Grant qui retrouvent leur père, elle peut aussi les induire en erreur et leur faire prendre un continent pour un autre (Un capitaine de quinze ans).

### Les navires
« Le geste profond de Jules Verne, c'est donc, incontestablement, l'appropriation. L'image du bateau, si importante dans la mythologie de Verne, n'y contredit nullement, bien au contraire : le bateau peut bien être symbole de départ ; il est plus profondément chiffre de la clôture ». C'est le "navire" qui va être le "véhicule" et même l'"acteur principal" du Voyage extraordinaire. Les bâtiments sont le refuge des personnages du roman, des sortes de « coins du feu » parfaits. L'un des rares rescapés est bien le Duncan, le yacht de Lord Glenarvan, qui réussit à mener à bon port ses passagers. Dès que ceux-ci sont hors du navire, leur destinée manque de basculer dans le tragique. Le navire peut devenir la clef du roman, comme le Saint-Enoch des Histoires de Jean-Marie Cabidoulin ou l'Halbrane dans le Sphinx des glaces. Mais la plupart connaissent une fin tragique. Du Chancellor au Pilgrim (Un Capitaine de quinze ans), en passant par le Forward et le Porpoise (Hatteras), tous sont promis à la destruction. Cependant, Verne a toujours été fasciné par ces moyens de transport, et il le reconnait par la bouche d'Olivier Sinclair dans Le Rayon vert: « Je ne peux voir partir un navire, vaisseau de guerre, bâtiment de commerce ou simple chaloupe de pêche, sans que tout mon être ne s'embarque à son bord » !
Sa parfaite connaissance du vocabulaire marin, due à la fois aux rapports avec son frère Paul Verne qu'à ceux avec les équipages de ses trois yachts, permet à l'écrivain de relater avec un saisissant réalisme les manœuvres du bord, pour lesquelles il utilise les mots exacts, et la vie de l'équipage d'un navire. Ainsi Les Histoires de Jean-Marie Cabidoulin, durant la plus grande partie du roman, évoque les chasses à la baleine avec acuité. Pierre Vidal recense dans son étude 259 navires et remarque que Verne attribue à ses embarcations leurs vrais noms, créant ainsi la couleur locale : tartane, sacolève, gabarre, boutre, felouque, trabacole, pirogue, falca. Mais l'auteur reprend également la terminologie anglaise de l'époque. Il introduit dans le roman français de très nombreux anglicismes : steamer, yacht, brick, yawl, schooner, cutter, tug, clipper.

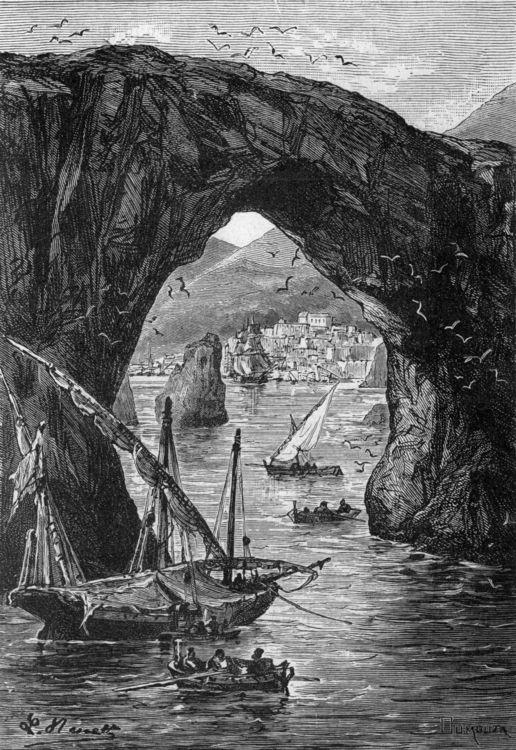
La sacolève "Karysta" de Nicolas Starkos entrant dans le port de Navarin. L'Archipel en feu.

Verne plonge ainsi son œuvre dans l'époque où elle se déroule. Il anticipe le choc des civilisations et met en scène ce que Daniel Compère appelle Les voix multiples du XIXe siècle.

## Thèmes récurrents dans l'œuvre
- Aéronefs
  - Robur le Conquérant (L'Albatros I et II) - Maître du monde (L'Épouvante) -
- Aérostats
  - Cinq semaines en ballon (Le Victoria) - Robur le Conquérant (le Go-A-Head) - Un voyage en ballon (Un drame dans les airs) - L'île mystérieuse - À propos du Géant - Hector Servadac - Vingt-quatre minutes en ballon -
- Anthropophagie
Voir À propos de l'anthropophagie chez Jules Verne[110].
  - Le Chancellor - Cinq semaines en ballon - Le Sphinx des glaces - Mistress Branican - Aventures du Capitaine Hatteras - Les Enfants du Capitaine Grant -
- Arbres
Voir Les refuges dans les romans de Jules Verne[111].
  - L'École des Robinsons (Will-Tree) - Les Enfants du Capitaine Grant (l'ombu) - Le Village aérien (Ngala) - Seconde Patrie - Cinq semaines en ballon -
- Astronomie[112]
  - De la Terre à la Lune - Autour de la Lune - Aventures de trois Russes et de trois Anglais dans l'Afrique australe (la Commission scientifique internationale) - Hector Servadac (Palmyrin Rosette) - Le Pays des fourrures (Thomas Black) - Sans dessus-dessous - La Chasse au météore (Dean Forsyth et Sydney Hudelson) - L'île à hélice (le Roi de Malécarlie) -
- Cryptogrammes
  - La Jangada - Voyage au centre de la terre - Mathias Sandorf - Mirifiques aventures de Maître Antifer - Edom -
- Esclavagisme
  - L'Archipel en feu - Nord contre Sud - Un capitaine de quinze ans - Cinq semaines en ballon - Aventures de trois Russes et de trois Anglais en Afrique australe - La Jangada (les capitaines des bois) - Kéraban-le-Têtu - Mirifiques aventures de Maître Antifer -
- Fièvre de l'or[113]
  - Le Volcan d'or -  En Magellanie -  La chasse au météore -  Les enfants du capitaine Grant - Cinq semaines en ballon - Seconde patrie -
- Folie
  - Mistress Branican - Une ville flottante - Face au drapeau - Cinq semaines en ballon - Le Siège de Rome - Le Secret de Wilhelm Storitz - Aventures du Capitaine Hatteras - Le Château des Carpathes -  Maître du monde - L'île mystérieuse - La Maison à vapeur -
- Grottes/Cavernes
  - L'Île mystérieuse (Granite-House) - Deux ans de vacances (French-Den) - L'Étoile du Sud - Le Rayon vert (la grotte de Fingall) - Face au drapeau (Bee-Hive) - Le Testament d'un excentique (Mammoth Caves) - Le Comte de Chanteleine (la grotte de Morgat) -
- Guides
  - Aventures de trois Russes et de trois Anglais (Mokoum) - Voyage au centre de la terre (Hans Bjleke) - Le village aérien (Khamis) - Les Enfants du capitaine Grant (Thalcave + Ayrton) - Un billet de loterie (Joël Hansen) - Clovis Dardentor (Moktani) - Mistress Branican (Tom Marix) -
- Musique[114]
  - M. Ré-Dièze et Mlle Mi-Bémol (Maître Effarane) - Le Château des Carpathes (La Stilla) - L'île à hélice (le Quatuor Concertant) -Vingt mille lieues sous les mers (l'orgue du Nautilus) - Les Indes noires (Ryan) - Le Rayon vert (la grotte de Fingal) -
- Volcans[115],[116]
  - Le Volcan d'or - L'Île mystérieuse - Voyage au centre de la terre -  Les Enfants du capitaine Grant -  Voyage et aventures du capitaine Hatteras - Vingt mille lieues sous les mers -  Maître du monde - Hector Servadac - Cinq semaines en ballon - Robur le Conquérant (L'Erebus et le Terror) - Frritt-Flacc (le Vanglor) - Les premiers navires de la marine mexicaine (Un drame au Mexique) - Face au drapeau (Back-Cup) -